# Juan Carlos Cardona
Juan Carlos Cardona (La Ceja, 7 de septiembre de 1974) es un atleta colombiano de maratón. Cardona ha participado en tres Juegos Olímpicos consecutivos iniciando en Atenas 2004, además ha logrado grandes actuaciones en eventos internacionales como la Maratón de Boston, Guayaquil y Buenos Aires, logrando ser ganador en estas dos últimas.

## Marcas personales
| Fecha                 | Distancia | Lugar                     | Marca   |
| --------------------- | --------- | ------------------------- | ------- |
| 16 de octubre de 2010 | Maratón   | Baltimore, Estados Unidos | 2:13:29 |